# Щербинины
Щербинины — древний русский дворянский род, из тверских бояр.
Род Щербининых записан в VI часть родословных книг Московской и Псковской губерний.

## Происхождение и история рода
Происходит от Анофрия, выходца «из немец», служившего при великом князе тверском Всеволоде Александровиче (1346-1365) боярином. Праправнук его, Василий Игнатьевич был прозван Щербиной, а потомки его стали прозываться Щербиниными. По жалованной грамоте великого князя Василия III Ивановича, Дмитрий Иванович Щербинин с детьми Постником, Иваном, Порошей и Назимом получили (07 марта 1523) к старому их поместью: сельцо Полица в Которском погосте и деревни Цивилёво и Приснецово с починками в Лосском погосте Шелонской пятины.
Яков Мефодьевич Щербинин погиб под Казанью (1552), его имя записано в синодик Успенского Кремлёвского собора на вечное поминовение. По опричнине казнён Василий Иванович - городской тысячник 2-й статьи из Великого Новгорода, дворянин 1-й статьи на Земском соборе (1566), казнён (1571-1574).
Василий Иванович и Григорий Васильевич, были участниками целого ряда сражений в Смутное время: последний был убит во время осады Москвы поляками (1610). Внук Григория Васильевича, Матвей Яковлевич, был известным воеводой во второй половине XVII века. Известны были своими воинскими подвигами, особенно в войне с турками, и сыновья Матвея Яковлевича — Григорий и Михаил. Потомки рода Щербинина прослеживаются на юге России на Украине в Таврии и Волгоградской области, Республике Калмыкия.

## Описание гербов

#### Герб Щербининых 1785 г.
В Гербовнике Анисима Титовича Князева 1785 года имеется изображение двух печатей представителей рода:
1. Герб генерал-поручика (1771), сенатора, депутата от города Псков в Комиссию о сочинении нового уложения Евдокима Алексеевича Щербинина: щит поделён вертикально на две части. В правой части, в красном поле, изображены серебряные вверху звезда, а внизу полумесяц рогами вверх (польский герб Лелива). В левой части, в синем поле, наполовину чёрный орёл с золотым скипетром в левой лапе. Щит увенчан дворянским шлемом с короною, из низа которой выходят две руки в латах, держащие по одному мечу остриём вверх. Цветовая гамма намёта не определена.
2. Герб Щербининых: в красном поле щита серебряное стропило с золотой каймой. Над стропилом две золотые лилии, а под стропилом одна золотая же лилия. Вокруг щита фигурная виньетка (дворянский шлем, корона и намёт отсутствуют)[5].

#### Герб. Часть II. № 37
Щит разделён перпендикулярно на две части, из них в правой разрезанной горизонтально надвое, изображены: вверху в голубом поле восьмиугольная Звезда серебряная, а внизу в красном поле золотой Полумесяц рогами обращённый вверх; в левой части в серебряном поле видна половина чёрного Орла одноглавого в золотой Короне, держащего в лапе Меч.
На щите дворянский коронованный шлем. Нашлемник: две Руки в латах выходящие из дворянской Короны, держащие по одному Мечу остриём вверх поднятому и на Короне три страусовых пера. Намёт на щите голубой и красный подложенный золотом. Герб рода Щербининых внесён в Часть 2 Общего гербовника дворянских родов Всероссийской империи, стр. 37.

## Известные представители
- Щербинин Елизарий Михайлович — московский дворянин (1658).
- Щербинин Иван Михайлович Большой — стряпчий (1658-1668).
- Щербинин Иван Михайлович Меньшой — московский дворянин (1660-1677)[6].
- Щербинин, Александр Андреевич (1791—1876) — русский писатель; действительный статский советник[7].
- Щербинин, Евдоким Алексеевич (1728—1783) — генерал-аншеф, государственный деятель Российской империи в период правления Екатерины II.
- Щербинин, Михаил:[править]  -  Щербинин, Михаил Андреевич (1793—1841) — участник Отечественной войны, поручик Гвардейского Генерального штаба.
  -  Щербинин, Михаил Павлович (1807—1881) — русский государственный деятель, сенатор.
  -  Щербинин, Михаил Яковлевич (1705—1744) — мореплаватель, офицер российского императорского флота, штурман; участник Великой Северной экспедиции, мичман.